# Pynike

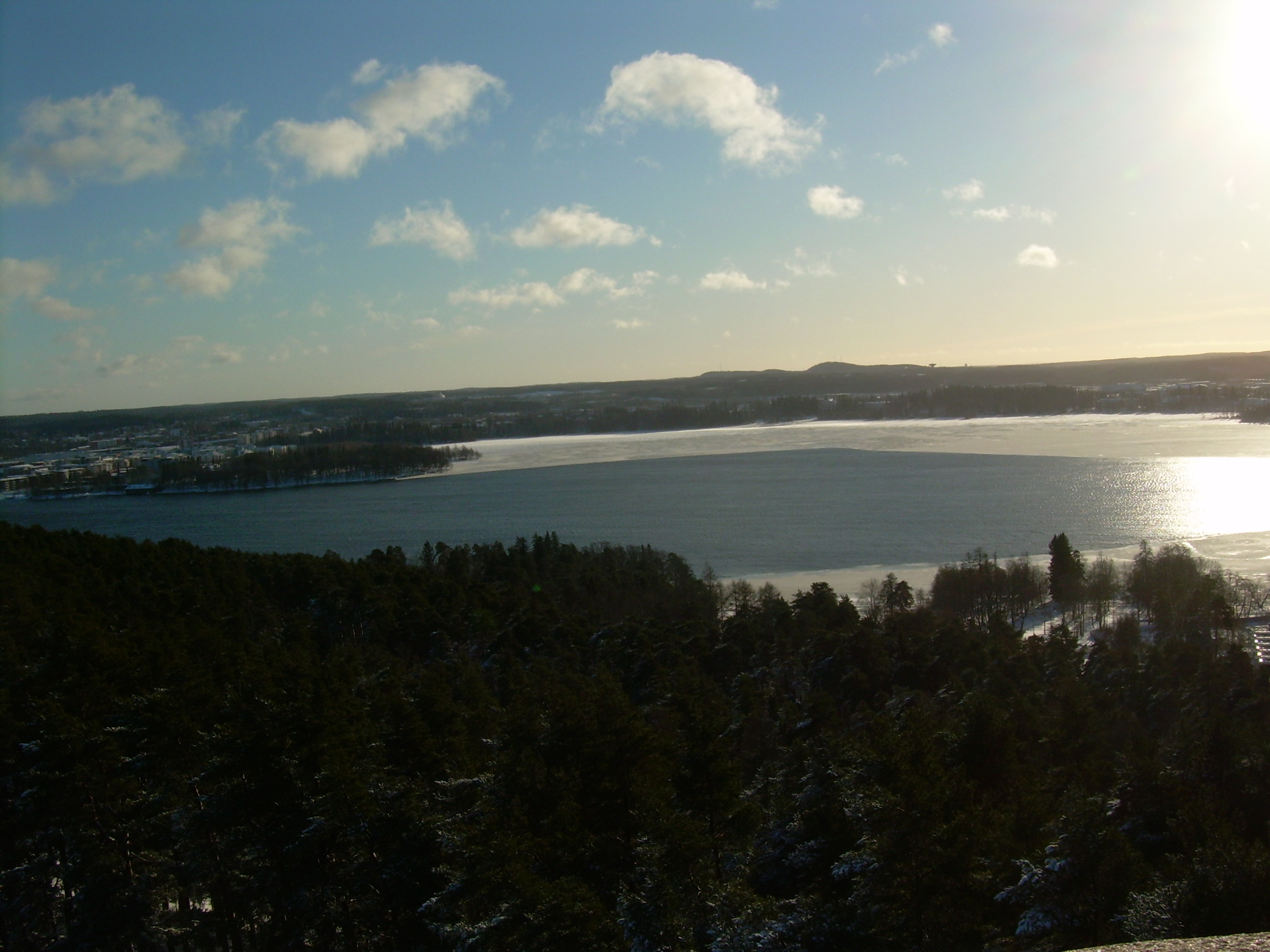
Pynike.

Pynike (finska: Pyynikki) är en stadsdel i Tammerfors stad.  Den ligger på och omkring rullstensåsen Pynikeåsen mellan centrum och Pispala.
Torget i Pynike ändstation för den första, östra etappen av Tammerfors spårväg.